# 吳鎬 (清朝)
吳鎬，湖廣漢陽縣（今湖北省武漢市漢陽區）人，清朝政治人物、進士出身。
康熙三十九年（1700年）庚辰科進士，改刑部主事。康熙五十六年，任陝西道監察御史。雍正元年，監察御史，任掌京畿道。